# Webs.com

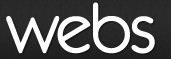
Logo Webs.com

Webs.com (Antiguamente freewebs) es un sitio web de hosting gratuito y de pago comenzado en 2001, fundado por el director ejecutivo Haroon Mokhtarzada y su hermano, personal del CTO Zeki Mokhtarzada.Otro personal incluye al presidente Shervin Pishevar, al vicepresidente de la comercialización y de las operaciones Robert Ewald, y a vicepresidente de los productos y de programación Rick Robinson.

## Actualizaciones recientes
Recientemente, Webs.com hizo algunas actualizaciones a sus productos incluyendo: 
- Java como base, que permite la descarga del archivo del escritorio y de los archivos múltiples de las descargas inmediatamente.
- Se rediseñó la página y su interfaz gráfica.
- Foros (beta), que permite que los usuarios tengan un tablero de discusión en su sitio de Webs.com.

## Asuntos
Mientras que las ofertas de subdominios de Freewebs son ideales teniendo poco o nada de presupuesto, el servicio de Términos de Uso ha estado en la situación de cerrar sitios que han violado las reglas. En estos casos, el dueño del subdominio entraría en contacto con sus oficinas y no recibiría ninguna respuesta. Su sitio seguiría congelado indefinidamente. Esto ha causado una cierta controversia entre los miembros sobre la utilidad de Freewebs.